# Marcellaz
Marcellaz es una comuna y localidad francesa situada en la región Ródano-Alpes, en el departamento de Alta Saboya, en el distrito de Bonneville.

## Demografía
| 251 | 304 | 434 | 318 | 707 | 745 |
| Para los censos de 1962 a 1999 la población legal corresponde a la población sin duplicidades (Fuente: INSEE [Consultar]) |     |     |     |     |     |

## Lista de alcaldes
- marzo de 2008 - actualidad: Bernard Chapuis